# Operation X
Operation X (originaltitel: Crisis) är en amerikansk thrillerfilm från 1950 med Cary Grant i huvudrollen. Den regisserades av Richard Brooks.

## Handling
Läkaren Dr. Eugene Norland Ferguson (Cary Grant) och hans fru Helen Ferguson (Paula Raymond) är på genomresa i ett mellanamerikanskt land. De plockas dock upp av soldater och förs till diktatorn i landets palats. Diktatorn hävdar att han har en hjärntumör och Dr Ferguson, som är just hjärnkirurg, är den enda som kan rädda honom...

## Rollista (i urval)
- Cary Grant – Dr Eugene Norland Ferguson
- José Ferrer – Raoul Farrago
- Paula Raymond – Helen Ferguson
- Signe Hasso – Senora Isabel Farrago
- Ramon Novarro – Colonel Adragon
- Gilbert Roland – Roland Gonzales
- Leon Ames – Sam Proctor